# Château de Montfort (La Colle-sur-Loup)
 (septembre 2016).
Si vous disposez d'ouvrages ou d'articles de référence ou si vous connaissez des sites web de qualité traitant du thème abordé ici, merci de compléter l'article en donnant les références utiles à sa vérifiabilité et en les liant à la section « Notes et références ».
Le château de Montfort est un château du XVIe siècle, à La Colle-sur-Loup. Il est inscrit au titre des monuments historiques par arrêté du 26 décembre 1969.

## Historique
Le château de Montfort a d'abord été un château féodal, au XIIIe siècle. En 1230, il a été une des propriétés de Romée de Villeneuve, grand sénéchal de Provence, et constructeur du premier château de Villeneuve-Loubet.
En 1501, le château est acheté par Jean-Antoine II de Lascaris, comte de Tende et de Vintimille, qu'il donne en dot à sa fille Anne Lascaris au moment de son mariage avec René de Savoie, dit le Grand Bâtard de Savoie, comte de Villars (1497), fils adultérin de Philippe II de Savoie dit Sans Terre, duc de Savoie 1438-1497 et de Bonne de Romagnan.
On ne sait pas si le mariage a été fêté dans le château, mais il y a les armes de René de Savoie à l'entrée. Le château a été reconstruit pour servir de relais de chasse par René de Savoie. Il possède une façade Renaissance, une salle d'honneur avec un plafond à solives et une cheminée aux armes du Grand Bâtard de Savoie. Un escalier à vis est placé dans une tourelle. D'une chapelle qui été placée sur le palier subsiste un autel surmonté de fresques.
Une plaque à l'entrée du château indique Rendez-vous de chasse 1523.
René de Savoie avait été légitimé en 1499, par son demi-frère Philibert II le Beau après la mort de sa femme Yolande de Savoie. Au moment de son mariage, il était gouverneur de Nice. Philibert le Beau se remarie en 1501 avec Marguerite d'Autriche. Elle a obtenu de son mari de supprimer l'acte de légitimation qu'il avait accordé. Après un procès il a perdu alors tous ses fiefs en Piémont. Il lui reste le comté de Tende du droit de sa femme et celui de Villars. Après la mort de son beau-père, en 1509, il est comte de Tende et rend hommage de ce fief au roi de France, Louis XII.
En 1515, après la mort de Louis XII, François Ier monta sur le trône. Fils de Louise de Savoie, il est le neveu de René de Savoie. Il nomme René de Savoie, gouverneur et Grand sénéchal de Provence en 1515, puis Grand Maître de France, en 1519. Il est mort de ses blessures à la suite de la bataille de Pavie.
Son fils Claude de Savoie (1507-1566), comte de Tende, comte de Sommerive del Bosco en 1561, gouverneur de Provence de 1525 à 1566, a hérité du château. Il y a reçu, en 1538, François Ier venu à Villeneuve-Loubet pour participer aux discussions sur la paix de Nice prévoyant une trêve de dix ans entre le roi de France et Charles Quint.
Le château a été préservé et agrandi au cours du temps. En 1995, le château est devenu la propriété de l'horloger Séverin Wunderman (1938-2008), propriétaire de la société des montres Corum et inventeur de la montre Bubble. Il avait entrepris un programme de rénovation et de transformation du château. Admirateur et collectionneur des œuvres de Jean Cocteau il exposait sa collection dans les 12 chambres du château et il a fait construire une piscine conçue par l'artiste. Il a donné une partie  de sa collection au musée Jean-Cocteau - Collection Séverin Wunderman, à Menton.
Avant 1994 le château a appartenu à un industriel français Gustave Ecrepont